# چژووک
چژووک (به لهستانی:  Czyżówek) یک روستا در لهستان است که در گمینا ایوووا واقع شده‌است. چژووک ۵۹۰ نفر جمعیت دارد.